# Clymenella cincta
Clymenella cincta är en ringmaskart som först beskrevs av Saint-Joseph 1894.  Clymenella cincta ingår i släktet Clymenella och familjen Maldanidae. Arten är reproducerande i Sverige. Inga underarter finns listade i Catalogue of Life.